# Casa e Capela dos Coimbras

O conjunto arquitetónico Casa e Capela dos Coimbras localiza-se na freguesia de Braga (São José de São Lázaro e São João do Souto), município de Braga, distrito do mesmo nome, em Portugal.
Mas apesar da continuidade local e das afinidades históricas, os dois edifícios constituem dois monumentos autónomos com classificação diferenciada.
A Capela de Nossa Senhora da Conceição, ou Capela dos Coimbras ou Capela do Senhor Morto como também é designada, está classificada como monumento nacional desde 1910.
O Palácio dos Coimbras, ou Casa dos Coimbras, não apresenta atualmente qualquer proteção legal.

## História
O Palacete dos Coimbras foi erguido no século XVI  como residência para eclesiásticos e foi adquirido por D. João de Coimbra, provisor da Mitra de Braga.
Em 1525, D. João de Coimbra determinou edificar uma capela privada, sob a invocação de Nossa Senhora da Conceição, que ficaria conhecida como Capela dos Coimbras. Teve traça de autoria dos mestres biscainhos, construtores do Palácio dos Biscainhos.
A capela, adossada à Igreja de São João do Souto, chegou a ter em anexo a ermida de Santo António dos Esquecidos.
Foi classificada como Monumento Nacional em 1910.
Em 1906, o palacete dos Coimbras foi demolido, devido à reformulação urbana daquela zona, tendo-se criado o Largo São João do Souto. Mas os elementos arquitectónicos manuelinos são preservados e, em 1924, o edifício é reconstruído do lado oposto da rua, em continuidade com a capela.
Durante muitos anos viveu na casa o Dr. Eugénio Bacelar Ferreira e a sua família, família tradicional composta por 15 filhos. O Dr. Eugénio Bacelar Ferreira chegou a ser Secretário do Governo Civil de Braga.
Atualmente, na Casa dos Coimbras, está instalado um bar/restaurante.

## Características

### Casa dos Coimbras
A casa dos Coimbras possui as janelas e algumas das portas do antigo palacete, tendo no entanto sido alterado o formato do edifício manuelino.

### Capela dos Coimbras
A capela apresenta o formato de uma torre quadrangular, dividida em dois espaços distintos:
- galilé, com ornamentos manuelinos e estatuária da autoria de Hodart;
- a parte interior, da autoria João de Ruão, possui o tradicional altar-mor e as armas de D. João de Coimbra.

A capela é coberta por uma abóbada de nervuras, e as paredes possuem imagens, em azulejos, alusivas ao Génesis.

Casa e Capela dos Coimbras
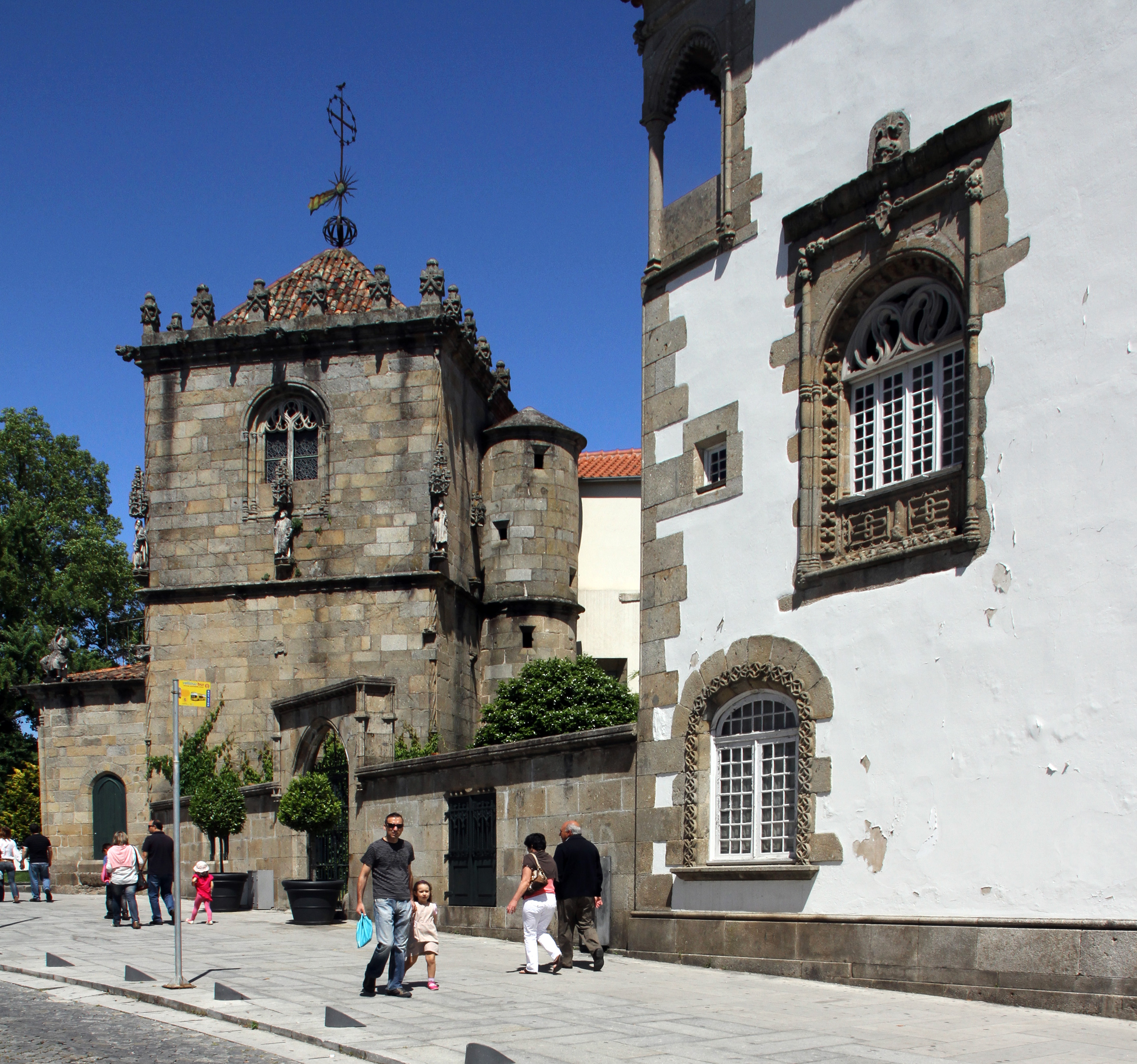
Capela e Casa dos Coimbras
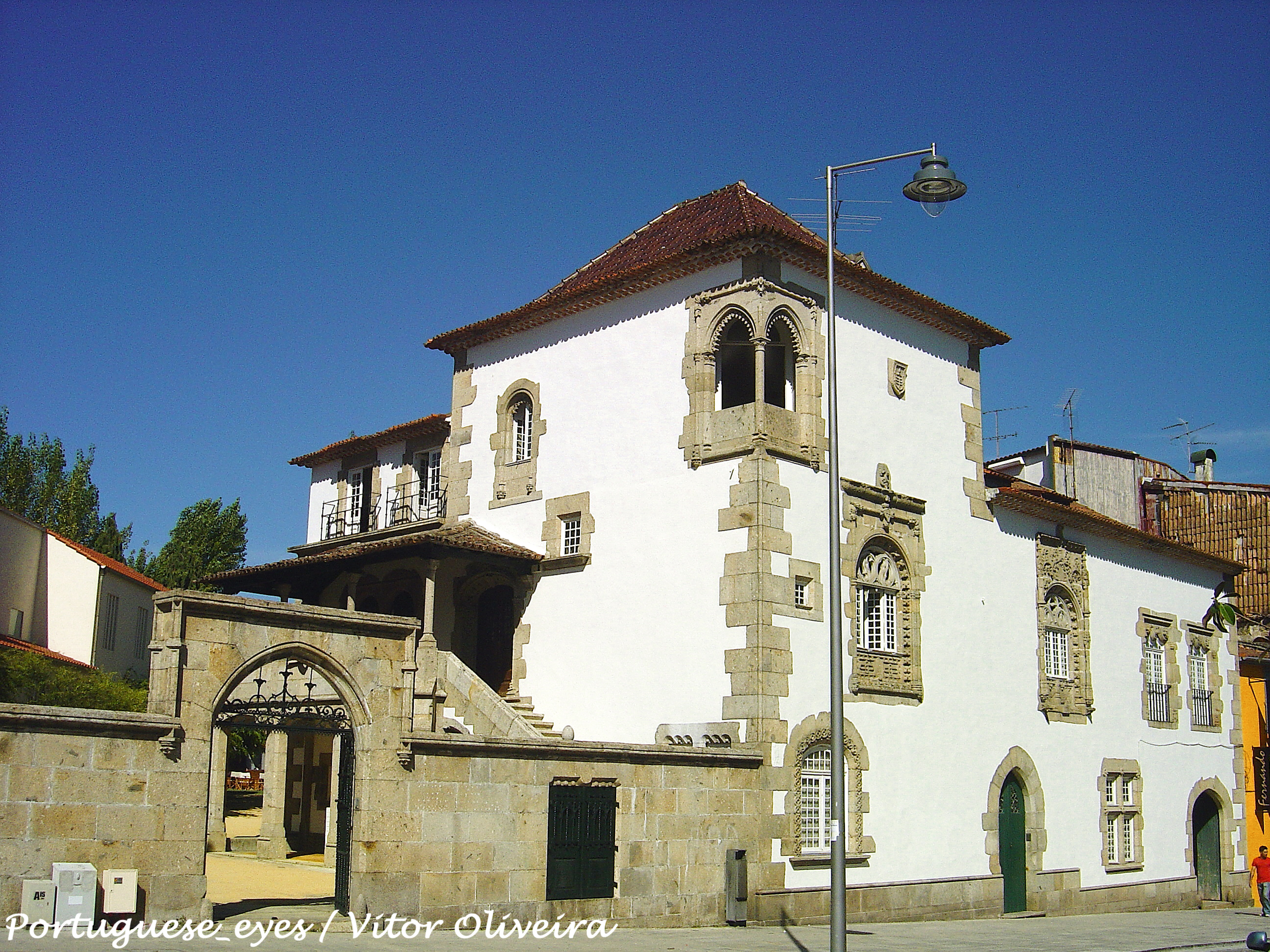
Casa dos Coimbras
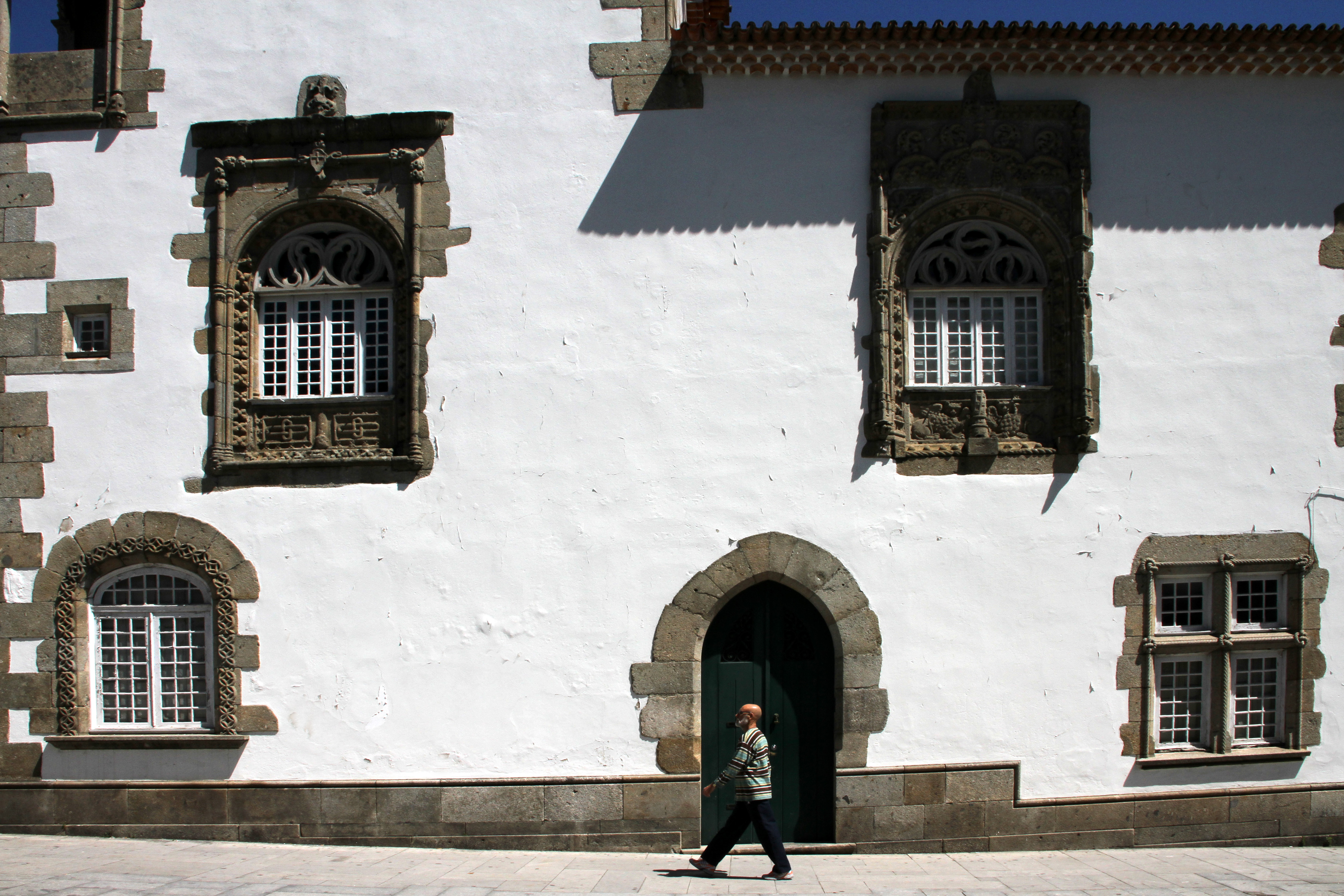
Casa dos Coimbras
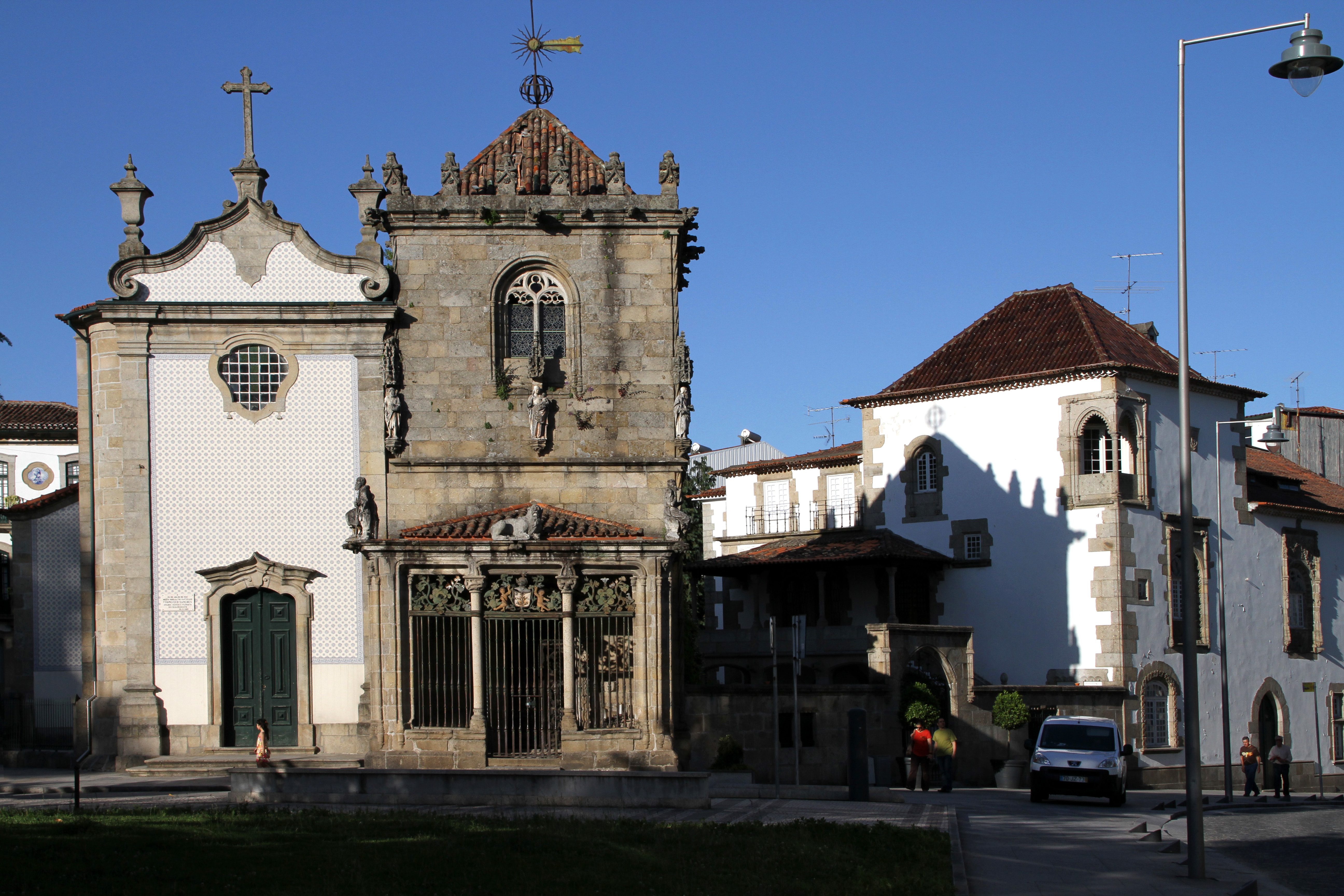
Capela e Casa dos Coimbras
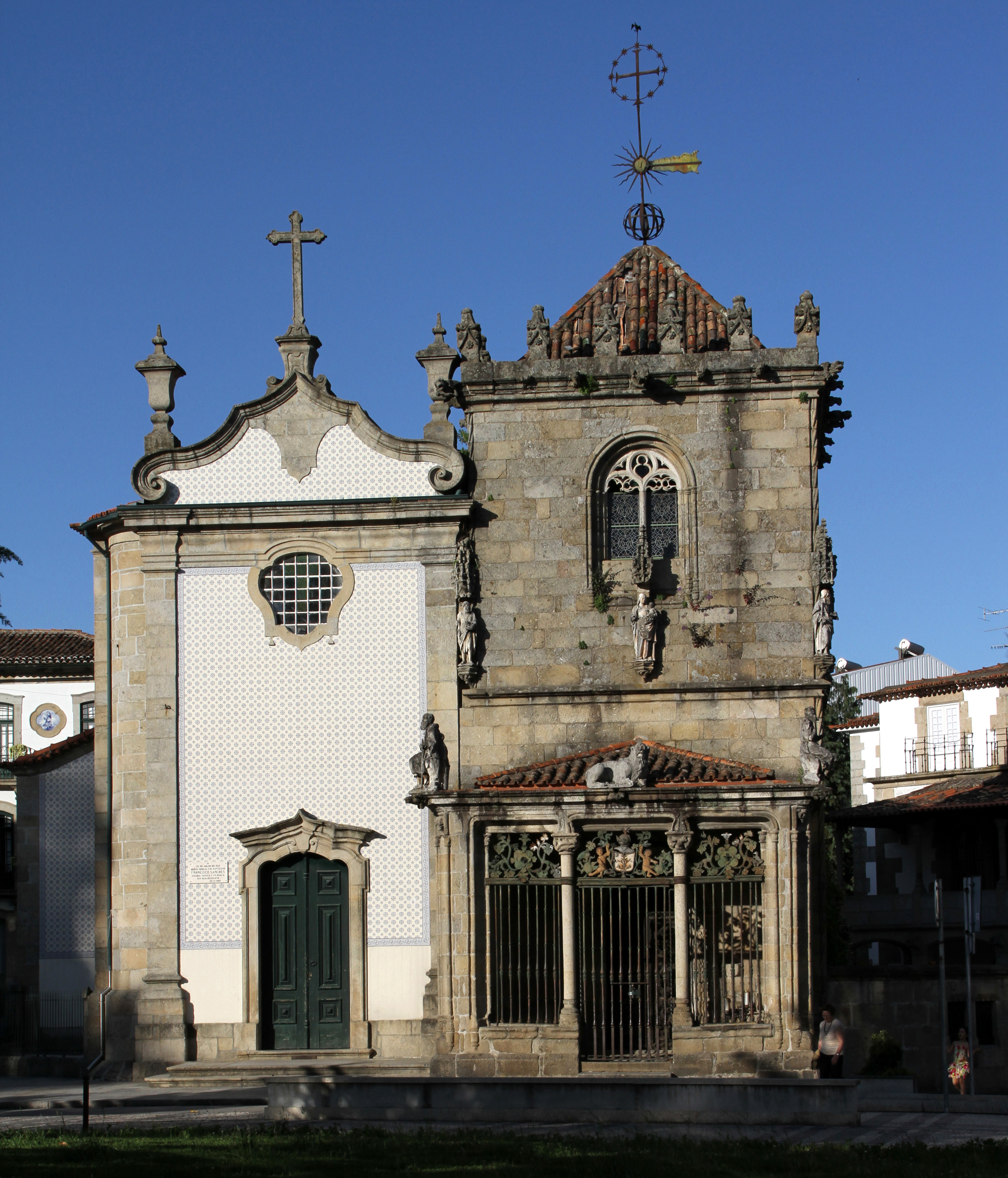
Igreja de São João do Souto e Capela dos Coimbras
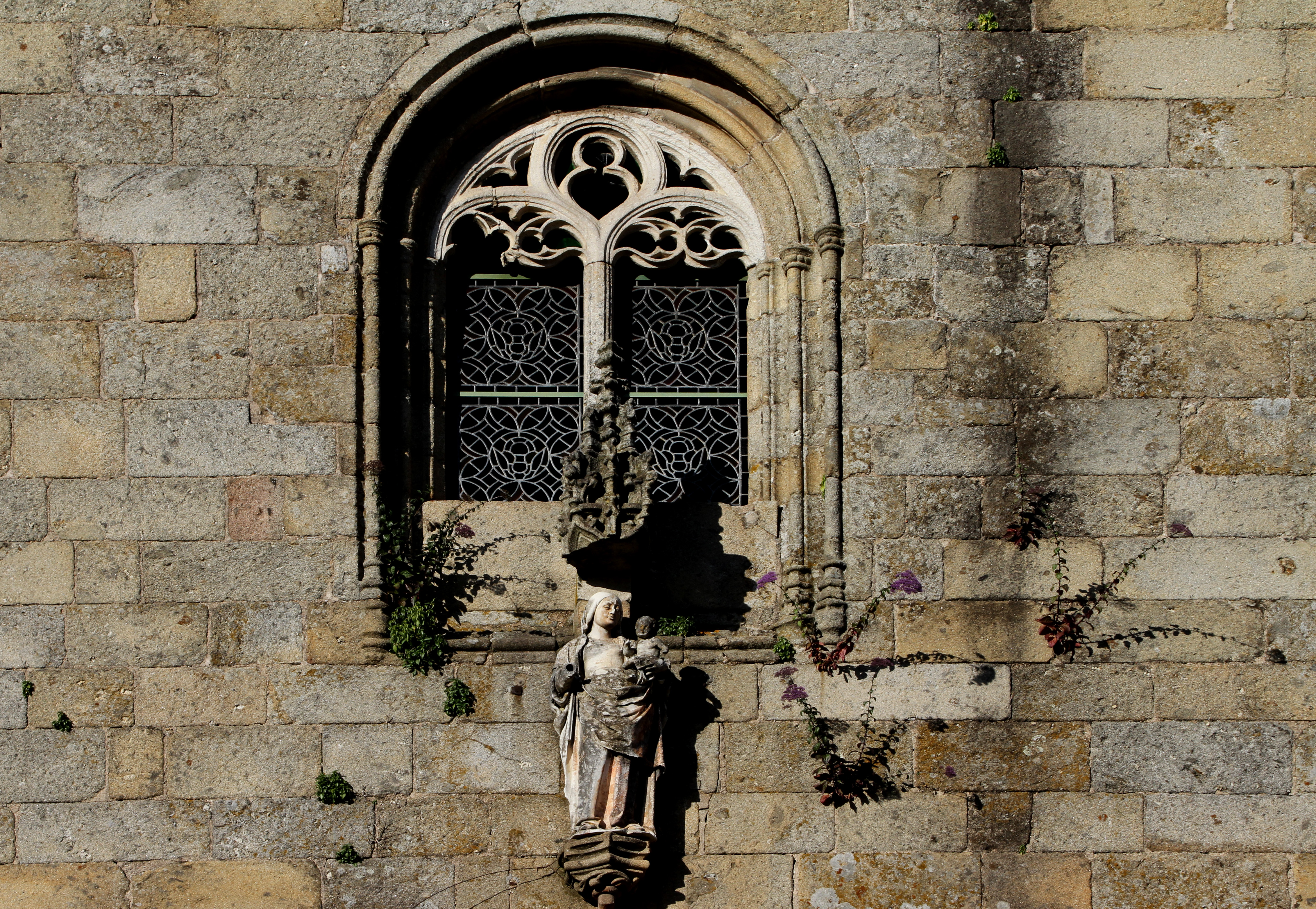
Capela dos Coimbras
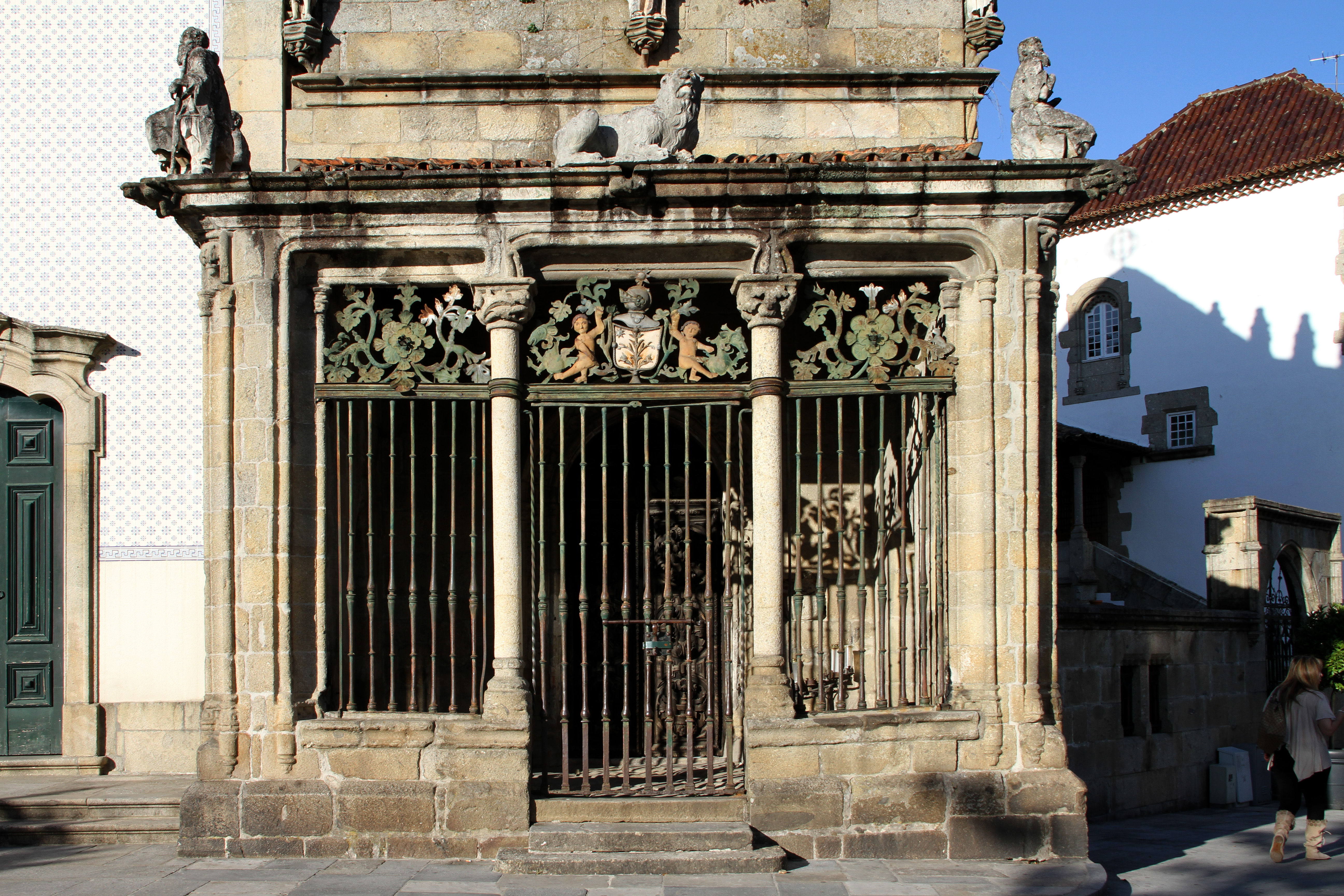
Capela dos Coimbras
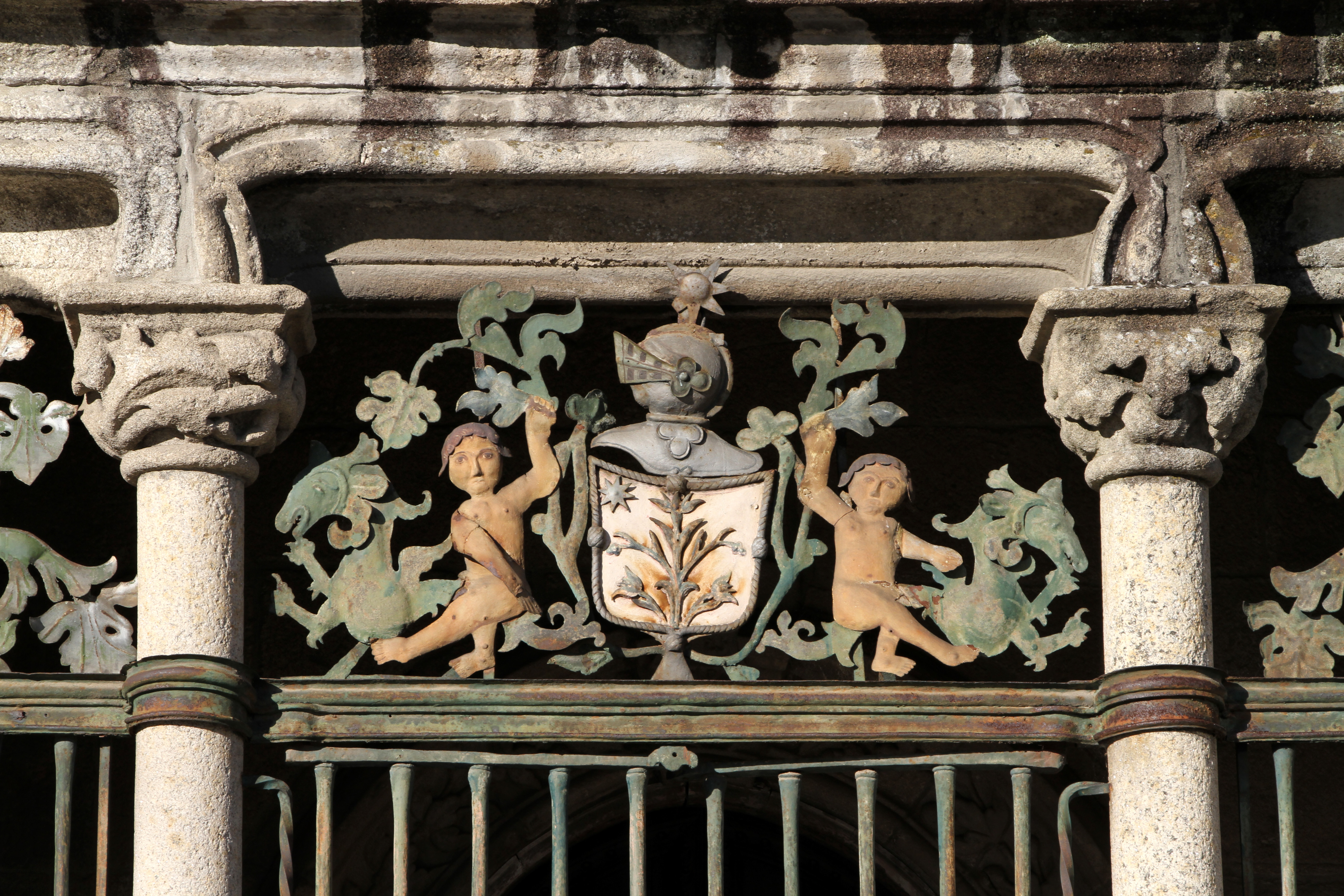
Capela dos Coimbras
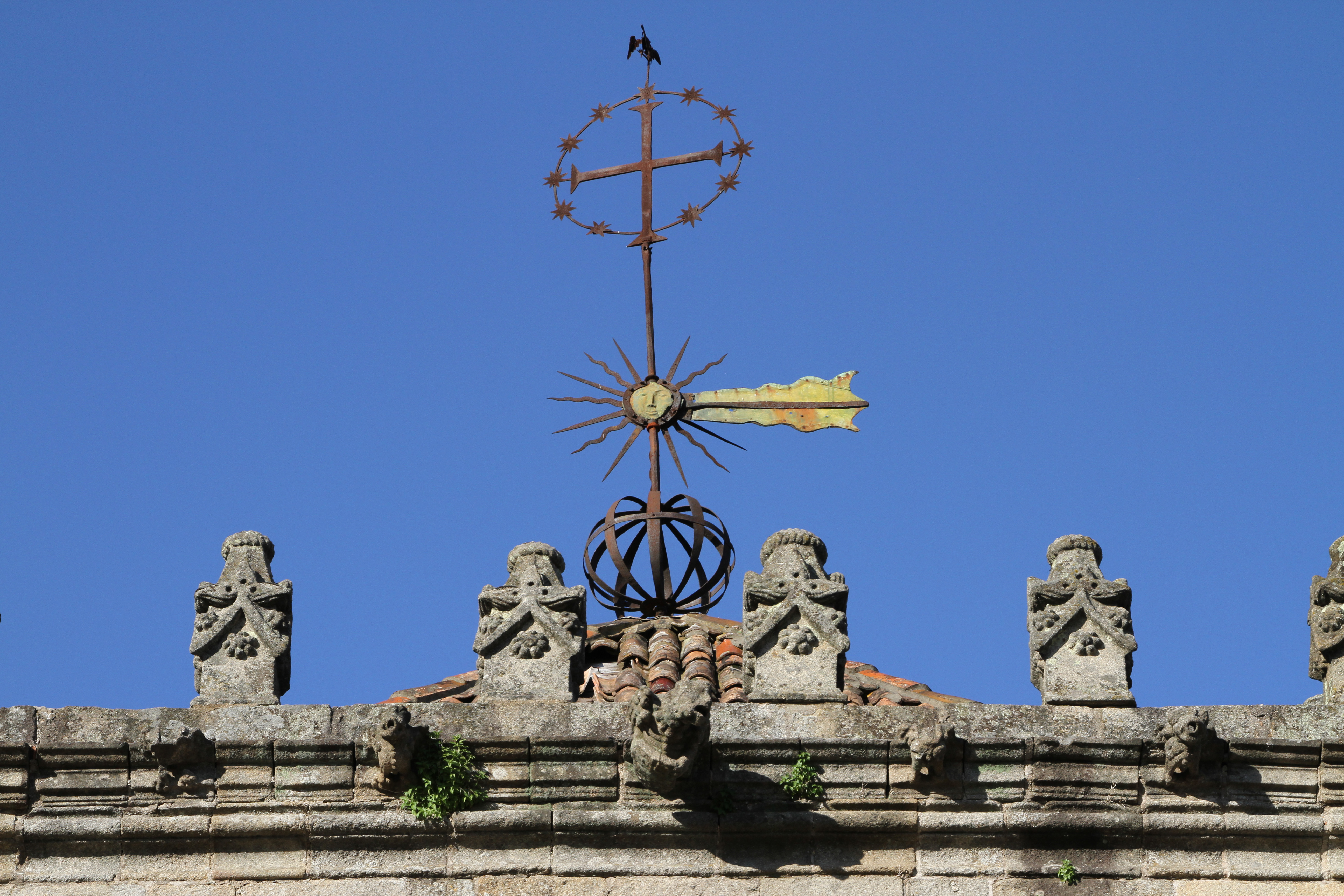
Capela dos Coimbras
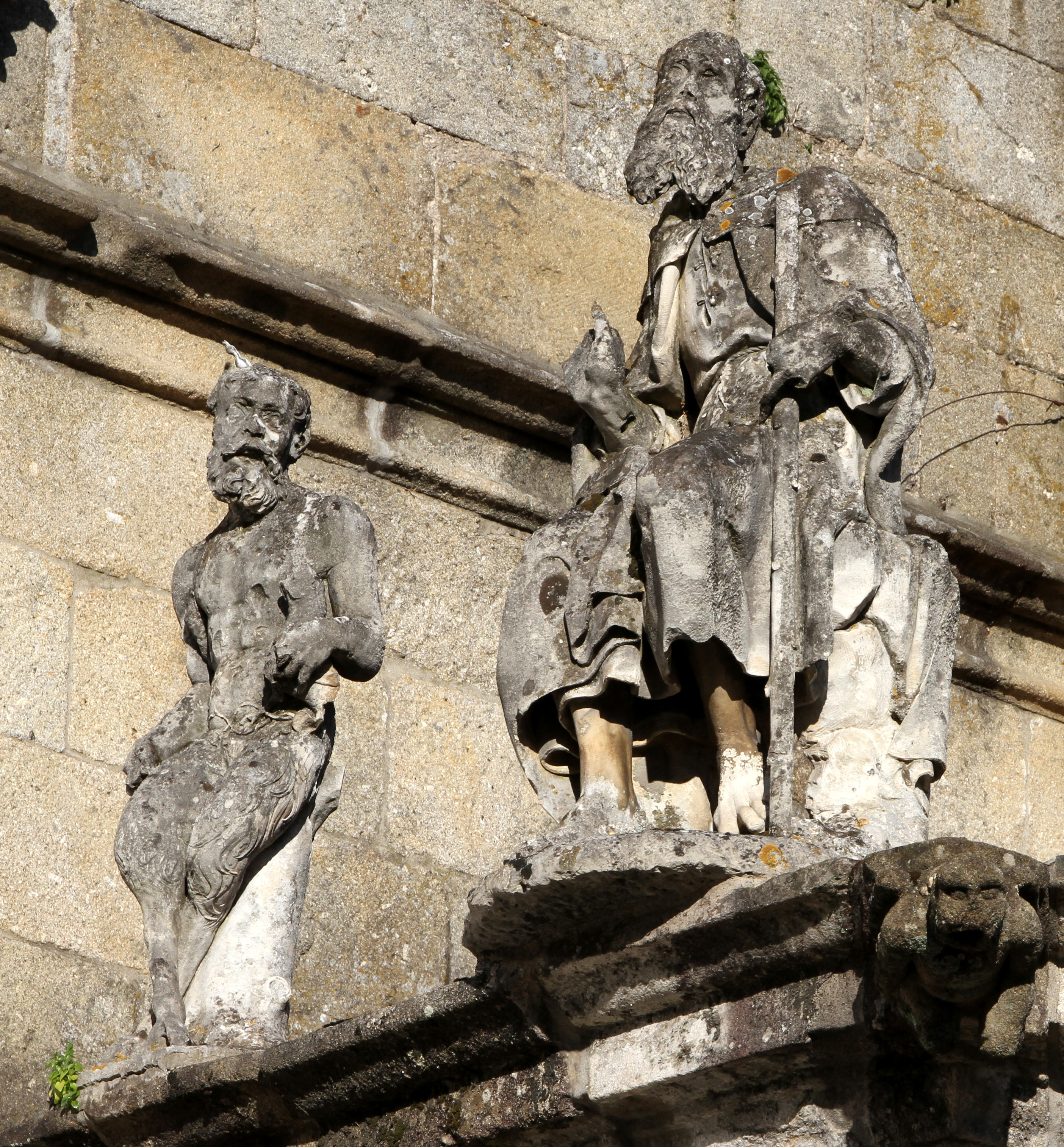
Obras de Hodart (na galilé)